# Szymon Sobala
Szymon Sobala (ur. 15 stycznia 1919 w Piekarach Śląskich, zm. 9 maja 2009) – polski gimnastyk, trener, olimpijczyk z Helsinek 1952.

## Życiorys
Wielokrotny mistrz Polski w:
- wieloboju w roku 1952

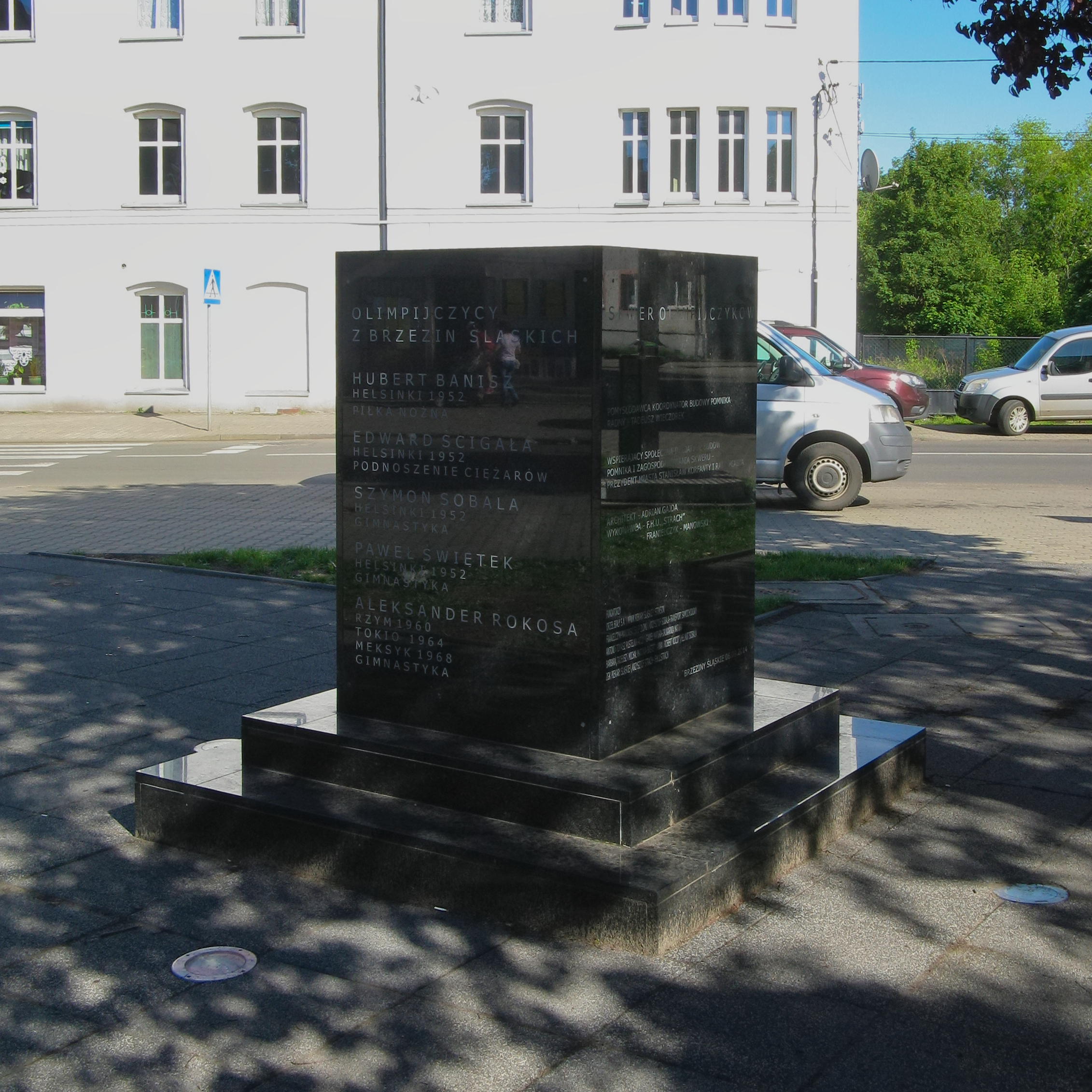
Pomnik olimpijczyków z Brzezin Śląskich w Piekarach Śląskich, upamiętniający m.in. Szymona Sobalę (2018)

- ćwiczeniach na poręczach w latach 1952,1953,1956
- ćwiczeniach na koniu z łękami w roku 1952
- w ćwiczeniach na drążku w latach 1953-1954

Na igrzyskach olimpijskich w 1952 roku zajął:
- 13. miejsce w wieloboju drużynowym
- 51. miejsce w ćwiczeniach na koniu z łękami
- 55. miejsce w ćwiczeniach wolnych
- 57. miejsce w ćwiczeniach na poręczach
- 60. miejsce w wieloboju indywidualnie
- 63. miejsce w ćwiczeniach na drążku
- 69. miejsce w ćwiczeniach na kółkach
- 140. miejsce w skoku przez konia